# استارنت
استارنت (انگلیسی: StarNet) شرکت خدمات اینترنتی در مولداوی است، که در سال ۲۰۰۳ تأسیس شد.